# Лінія Цезаря С

Карта оборонних рубежів Зимової лінії (на схемі лінія Цезаря С виділена темно-рожевим пунктирним кольором)

Лінія Цезаря С (нім. Caesar C Linie) — одна з основних оборонних ліній у системі німецьких фортифікаційних споруд під загальною назвою Зимова лінія в Центральній Італії в роки Другої світової війни.

## Зміст
Лінія Цезаря С була останнім рубежем позаду лінії Бернхардта перед Римом у цій фортифікаційній системі й простягалася від західного узбережжя Італії біля Остіа, через Альбанські гори південніше столиці країни, далі від Вальмонтоне до Авеццано і до Пескара на адріатичному берегу Італії. Рубіж лінії Цезаря мав позаду західної гілки укріплень додаткову лінію оборони — так звану «Римську маневрову лінію», що проходила північніше Риму.
По мірі поступового просування союзних військ фельдмаршала Александера на Італійському театрі дій лінія Цезаря С стала грати вирішальну роль у планах оборони німецьких військ.
30 травня 1944, після початку операції «Діадема» і прориву американських військ 5-ї армії генерала М.Кларка з плацдарму біля Анціо, союзники прорвали укріплені позиції німецьких військ 14-ї польової армії генерал-полковника Е.фон Маккензена.
2 червня лінія Цезаря С впала й шлях на Рим був відкритий. Відступаючі війська Вермахту відступили на наступний рубіж — лінію Тразімено, де після перегрупування та підходу резервів, 14-та армія у взаємодії з 10-ю армією Г. фон Фітингоф стримували подальший наступ союзників і своїми діями дали можливість основним силам Головнокомандування Вермахту «Південний Захід» перейти до оборони на головному рубежі Готської лінії.